# Льєрс (футбольний клуб)
«Льєрс» (нід. Koninklijke Lierse Sportkring) — колишній професійний бельгійський футбольний клуб з міста Лір. Виступав у Лізі Жюпіле. Домашні матчі проводить на стадіоні «Герман Вандерпуртенстадіон», який вміщує 14 538 глядачів.

## Історія
«Льєрс» був одним із найстаріших клубів Бельгії з більш ніж віковою історією. «Льєрс» був одним із п'яти бельгійських клубів, що грали в груповому раунді Ліги чемпіонів УЄФА. Останнім президентом був єгиптянин Маджед Самі.
Клуб було засновано в 1906 році. Сезон 1927-28 «Льєрс» уперше провів у найвищому дивізіоні Бельгії. Найуспішнішим періодом в історії клубу були міжвоєнні роки, коли команда завоювала 2 чемпіонства й лише 4 рази завершила сезон поза першою п'ятіркою команд. Наприкінці сезону 1947-48 клуб вилетів у другий дивізіон. Ще двічі «Льєрс» повертався на найвищий рівень, щоразу після чемпіонства у другій лізі (між 1953-54 і 1985-86, а також між 1988-89 і 2006-07 роками).
9 травня 2018 року клуб припинив діяльність. На його місці утворився клуб «Лайра-Лірс Берлаар», утворений уболівальниками клубу на базі академії «Лірсу» й місцевого клубу «Лайра». Паралельно з об'єднання з ФК «Остерзонен» було народжено клуб «Льєрс Кемпезонен», який використовує емблему «Льєрсу» та його стадіон.

## Досягнення
- Чемпіонат Бельгії:
  - Чемпіон (4): 1931-32, 1941-42, 1959-60, 1996-97
- Кубок Бельгії:
  - Володар (2): 1968-69, 1998-99
  - Фіналіст (1): 1975-76
- Суперкубок Бельгії:
  - Володар (2): 1997, 1999

## Останній основний склад
| №  | Поз. | Нац.       | Гравець                |
| -- | ---- | ---------- | ---------------------- |
| 1  | ВР   | Україна    | Ігор Березовський      |
| 12 | ВР   | Бельгія    | Натан Горіс            |
| 22 | ВР   | Бельгія    | Стевен Верхейен        |
| 15 | ЗХ   | Алжир      | Рамі Бенсебаіні        |
| 33 | ЗХ   | Єгипет     | Карім Хафес            |
|    | ЗХ   | Камерун    | Ерік Матуку            |
| 4  | ЗХ   | Нідерланди | Ар'ян Свінкельс        |
| 24 | ЗХ   | Бельгія    | Людовік Буйсенс        |
| 3  | ЗХ   | Бельгія    | Ахмед Ель Ассауді      |
| 15 | ЗХ   | Бельгія    | Жоері Поелманс         |
| 21 | ЗХ   | Франція    | Флоран Анін            |
| 2  | ЗХ   | Малі       | Амарі Траоре           |
| 55 | ЗХ   | Бельгія    | П'єр-Ів Нгава          |
| 30 | ПЗ   | Сенегал    | Сулейман Баба Діоманде |

| №  | Поз. | Нац.       | Гравець                |
| -- | ---- | ---------- | ---------------------- |
| 9  | ПЗ   | Бельгія    | Файсель Касмі          |
| 20 | ПЗ   | Бельгія    | Анас Таїрі             |
| 18 | ПЗ   | Бельгія    | Томас Вілс             |
| 58 | ПЗ   | Португалія | Мануель Курто          |
| 14 | ПЗ   | Єгипет     | Зізо                   |
| 25 | ПЗ   | Марокко    | Рашід Бурабія          |
| 8  | ПЗ   | Бельгія    | Рашід Фарссі           |
| 10 | ПЗ   | Аргентина  | Хернан Лосада          |
|    | ПЗ   | Кенія      | Аюб Тімбе Масіка       |
| 17 | НП   | Єгипет     | Ахмед Ельганаві Хассан |
| 27 | НП   | Бельгія    | Вамберто               |
| 7  | НП   | Греція     | Апостолос Велліос      |
| 28 | НП   | Камерун    | Дорге Куемаха          |
| 11 | НП   | Гвінея     | Алхассан Кейта         |

## Відомі гравці
- Ян Кулеманс
- Ервін Ванденберг
- Жан-Марі Пфафф